# 159 Aemilia
159 Aemilia è un grosso asteroide della fascia principale del sistema solare, appartenente alla famiglia Igea.

## Storia
Aemilia fu scoperto il 4 gennaio 1876 da Paul-Pierre Henry, in collaborazione con il fratello Prosper Mathieu Henry, dall'Osservatorio di Parigi. Ben quattordici asteroidi furono complessivamente individuati in cooperazione dai due fratelli; la loro intesa fu tale che rispettarono una stretta imparzialità nell'annunciare alternativamente la paternità di ogni asteroide da loro individuato.
Fu battezzato così probabilmente in onore della Via Emilia, una strada romana che collegava in linea retta Rimini con Piacenza.